# アンケセナーメン
アンケセナーメン（Ankhesenamen）は、エジプト新王国時代の第18王朝のファラオ・アクエンアテンと正妃ネフェルティティの三女であり、ファラオ・ツタンカーメンの妻。

## 生涯
当初の名をアンケセンパーテン（アンクエスエンパーアテンAnkhesenpaaten）といい、実父アクエンアテンの妻だった時期もあり、父親との間に娘がいたという説もあるが、アクエンアテンの死後、異母兄弟ツタンカーメンの妻となったさいにアテン神からアメン神に信仰を変えアンケセナーメンと改名した。
ツタンカーメンの早世後は、ファラオを継いだアイの妻となるが、アイは、祖母ティイの兄弟にあたるといわれ、実際に祖父アメンホテプ3世の時代から名を馳せていた神官であるので、年齢差が相当大きかったのではないかと思われる。この新しい夫には前夫ツタンカーメン暗殺説もあり、それらを踏まえたうえで、アンケセナーメンは、小説や漫画では運命に翻弄される悲劇の王妃として描かれることが多い。
またアンケセナーメンはアイとの結婚を嫌い、ヒッタイトの王シュッピルリウマ1世に王子を婿に迎えて国王としたいとの手紙を送った。これを受け入れたシュッピルリウマ1世は王子ザンナンザをエジプトに送ったが、途中で暗殺された。暗殺したのはアイだという説、あるいはホルエムヘブという説がある。
なお、王家の谷で2005年に発見された墓であるKV63は、ツタンカーメンの墓に近く、内容物も同時代のものであったことから発見当初はアンケセナーメンのものとも推測されたが、その後の調査により、墓ではなく、埋葬時に使われた道具(ミイラ作り用のベッドやナトロンを含む)を収めた場所と判明した。尚、室内からツタンカーメンやアンケセナーメンの名が刻まれた品は発見されていない。
2010年に行われたDNA解析により、王家の谷の墓KV21で発見された2体のミイラのうちKV21Aがアンケセナーメンのものであるという説が提唱されているが、確証は得られていない。また顔を潰されるなど遺体の損傷が酷く、いかなる姿だったかすらわからない有様となっている。
彼女の死によりエジプト第3王朝以来、約1400年間続いてきたエジプト王家の血筋は完全に断絶。これより先は王家の血を継がない外戚や神官、将軍によりファラオの継承がなされてゆくことになる。